# Parlamentswahl in Nordirland 1982
- SF: 5
- SDLP: 14
- Alliance: 10
- Sonst.: 2
- UUP: 26
- DUP: 21

Die Wahl zur Nordirland-Versammlung 1982 am 20. Oktober 1982 war die zweite Wahl zur Northern Ireland Assembly („Nordirland-Versammlung“). Bei der Wahl erhielten unionistische Parteien die Mehrheit der Stimmen und Parlamentssitze.

## Hintergrund
Unter dem Abkommen von Sunningdale von 1973 wurde an Stelle des Parliament of Northern Ireland die Northern Ireland Assembly gebildet. Diese erste Northern Ireland Assembly wurde bereits ein Jahr später wieder aufgehoben, da Radikale von beiden Seiten sich ihr verweigerten. 1982 wurde ein weiterer Versuch zur Devolution gestartet und eine neue Assembly eingesetzt.

## Wahlrecht
Die Wahl erfolgt nach einem Single-Transferable-Vote-System. Die Wahl erfolge in 12 Wahlkreisen die den ehemaligen, Unterhauswahlkreisen entsprachen. Da diese für die Unterhauswahlen bereits durch 17 Wahlkreise abgelöst waren, bedeutete dies recht ungleiche Bezirke mit 4–10 Abgeordneten.

## Parteienspektrum
Die folgende Tabelle gibt einen groben Überblick über die politische Ausrichtung der größten Parteien. Das Parteienspektrum teilte sich ziemlich weitgehend entlang der Konfessionsgrenzen. Protestanten waren meist den unionistischen Parteien verbunden und Katholiken der republikanischen Seite.
| Partei                             | Kürzel   | Politische Richtung                     |
| ---------------------------------- | -------- | --------------------------------------- |
| Ulster Unionist Party              | UUP      | konservativ unionistisch                |
| Democratic Unionist Party          | DUP      | radikal unionistisch                    |
| Social Democratic and Labour Party | SDLP     | republikanisch-sozialdemokratisch       |
| Sinn Féin                          | SF       | politischer Arm der IRA, republikanisch |
| Alliance Party of Northern Ireland | Alliance | liberal, ursprünglich unionistisch      |

## Ergebnisse
Die folgende Tabelle zeigt die Wahlergebnisse. Die Stimmenangaben in der Tabelle entsprechen den Stimmen erster Präferenz.

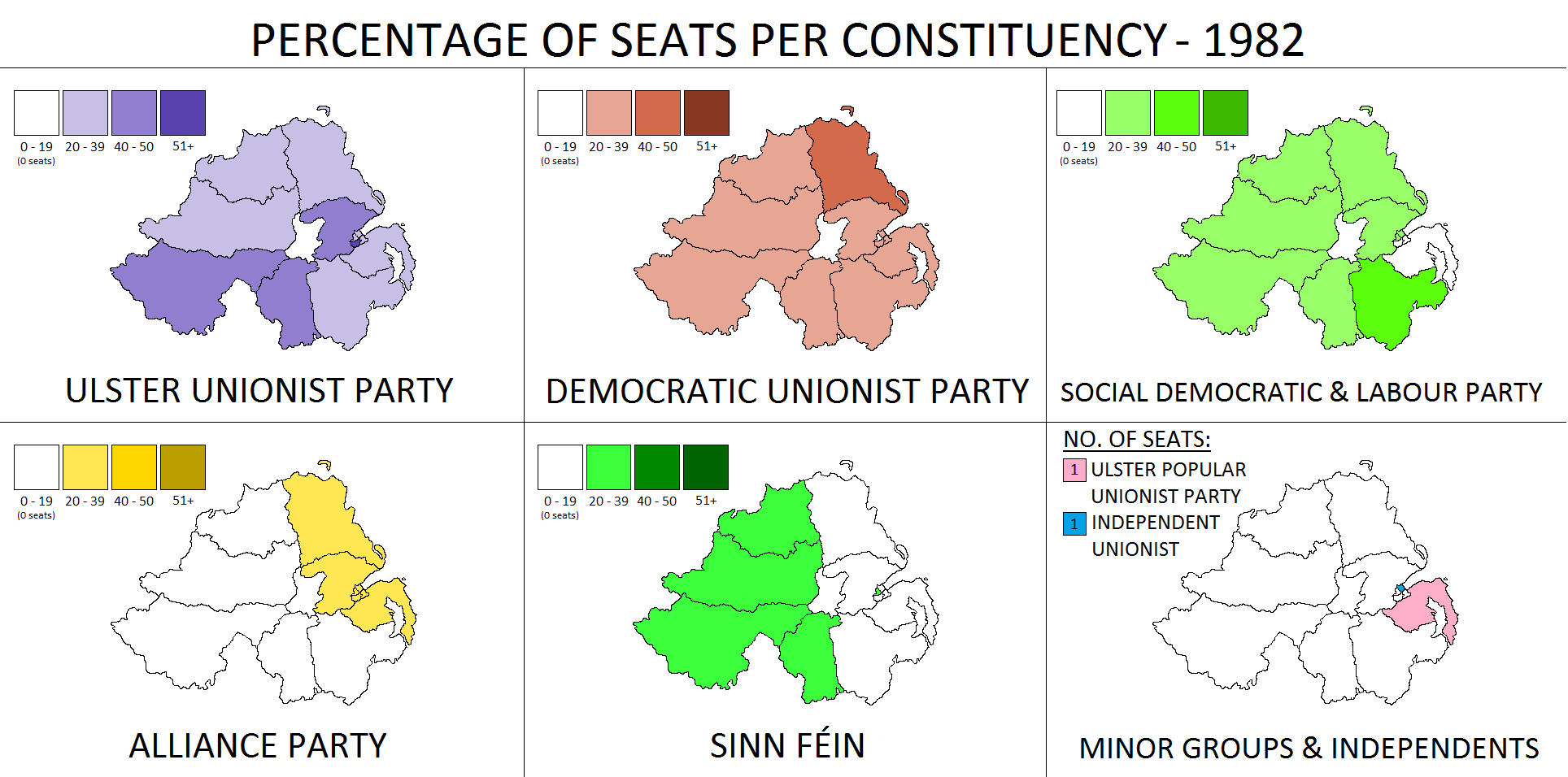
Prozentsatz der gewonnenen Sitze nach Parteien in den 12 Wahlkreisen

| Partei                              | Stimmen | Stimmen in % | Sitze | Sitze in % |
| ----------------------------------- | ------- | ------------ | ----- | ---------- |
| Ulster Unionist Party               | 188.277 | 29,7 %       | 26    | 33,8 %     |
| Democratic Unionist Party           | 145.528 | 23,0 %       | 21    | 27,3 %     |
| Social Democratic and Labour Party  | 118.891 | 18,8 %       | 14    | 18,2 %     |
| Sinn Féin                           | 64.191  | 10,1 %       | 5     | 6,5 %      |
| Alliance Party of Northern Ireland  | 58.851  | 9,3 %        | 10    | 13,0 %     |
| Workers’ Party of Ireland           | 17.216  | 2,7 %        | 0     | 0 %        |
| Ulster Popular Unionist Party       | 14.916  | 2,3 %        | 1     | 1,3 %      |
| United Ulster Unionist Party        | 11.550  | 1,8 %        | 0     | 0 %        |
| Frank Millar (Independent Unionist) | 9.567   | 1,5 %        | 1     | 1,3 %      |
| Independent SDLP                    | 1.180   | 0,2 %        | 0     | 0 %        |
| Unabhängig                          | 745     | 0,1 %        | 0     | 0 %        |
| Ecology Party                       | 707     | 0,1 %        | 0     | 0 %        |
| Newtownabbey Labour Party           | 560     | 0,1 %        | 0     | 0 %        |
| People’s Democracy                  | 442     | 0,1 %        | 0     | 0 %        |
| Communist Party of Ireland          | 415     | 0,1 %        | 0     | 0 %        |
| Ulster Liberal Party                | 65      | 0 %          | 0     | 0 %        |
| Peace                               | 19      | 0 %          | 0     | 0 %        |
| Gesamt                              | 633.120 | 100,0 %      | 78    | 100,0 %    |

## Bewertung des Wahlergebnisses
Unionistische Parteien gewannen 49 der 78 Sitze, irisch-republikanische Parteien (Sinn Féin und SDLP) gewannen 19, die in der Frage weitgehend neutrale Alliance Party of Northern Ireland 10 Sitze. Die irisch-republikanischen Parteien (Sinn Féin und SDLP) boykottierten die neue Assembly, die generell ein Organ mit geringen Kompetenzen war. Sie wurde 1986 auf Grund der geringen Unterstützung von katholischer Seite wieder aufgelöst.